# 朱鸿鹗
朱鸿鹗（1926年5月—2022年8月28日），男，江苏无锡人，中国教育工作者，曾任上海师范大学校长，第七、八届全国政协委员。

## 生平
1950年毕业于上海交通大学物理系，留校任教。1954年调任上海师范专科学校讲师，1956年任上海第二师范学院讲师。1957年毕业于北京师范大学理论物理进修班。1958年上海第一、第二师范学院合并后，历任上海师范学院讲师、副教授、教授、副校长、校务委员会副主任，上海市计算机学会理事，上海大学工学院名誉院长。1983年12月升任校长。1984年10月更名为上海师范大学后，继续担任校长职务，直至1986年退休。1986年加入中国民主促进会。1988年至1998年，担任第七、八届全国政协委员。2022年8月28日7时22分在华东医院逝世。

## 贡献
主要从事电子技术与计算机应用等领域的研究工作。

## 社会兼职
- 上海市计算机学会理事、常务理事
- 中国APPLE微机用户协会理事长[6]
- 中国民主促进会中央委员会委员
- 第六届上海市政协委员（1983年－1988年）
- 第七届全国政协委员（1988年－1993年）
- 第八届全国政协委员（1993年－1998年）
- 上海师范大学老教授协会名誉会长

## 荣誉
- 上海市劳动模范（1979年7月1日）[7]
- “民进改革开放四十年·双岗建功四十人”荣誉证书（民进上海市委，2018年）[8]

## 出版物
- 柯瓦列娃. . 由杨逢挺和朱鸿鹗翻译. 上海: 新知识出版社. 1958.
- 朱鸿鹗. . 北京: 人民邮电出版社. 1979.
- 朱鸿鹗. . 上海: 上海教育出版社. 1985.
- 朱鸿鹗; 王修才. . 上海: 上海科技教育出版社. 1987.
- 朱鸿鹗. . 上海: 上海科学技术出版社. 1988. ISBN 7-5323-0637-2.